# Индекс автомобильных номеров Лихтенштейна

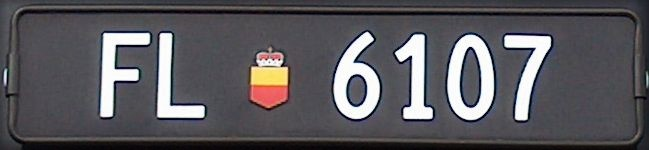
Автомобильный номер из Лихтенштейна

Автомобильные номера Лихтенштейна имеют формат FL 0000. Фон — чёрный. Между буквами и цифрами — герб Лихтенштейна.
Несмотря на то, что Лихтенштейн признает автомобильные номера других стран Евросоюза (в том числе транзитные), они могут использоваться лишь ограниченное время. Жители ЕС, получившие вид на жительство в стране, обязаны сменить регистрацию автомобиля в 12 недель и сменить знак в течение не более 12 месяцев. Регистрацией занимается  Motorfahrzeugkontrolle.
Также доступны транзитные номера по цене CHF 50 в день.

## Регион
FL обозначает «Fürstentum Liechtenstein» — княжество Лихтенштейн.

## Герб
На автомобильных номерах страны также используется уменьшенный вариант официального Герба страны.

## Статистика
В год страна производит лишь порядка 2-2.5 тысяч регистраций автомобилей.